# Киниод I
Киниод I (Кинаэд мак Ферадайг; гэльск. Cináed mac Feradaig; умер в 775) — король пиктов (763—775).

## Биография
Киниод I стал королём пиктов благодаря тому, что сестра его матери была женой Энгуса I, предыдущего короля пиктов. В «Анналах Ульстера» сообщается о битве между Киниодом и королём Дал Риады Эдом в 768 году. Исход битвы не известен, но, возможно, что Киниод потерпел поражение, так как Эд остался королём Дал Риады.